# NHN
NHN은 대한민국의 IT기업이다. 대한민국 인터넷 기업 NHN의 게임사업부문이 2013년 8월 1일 분할되어 설립된 회사이다. 전신인 '(주)한게임커뮤니케이션'은 1999년 12월 1일 설립되었으며 2000년 7월 검색포털 네이버컴(주)에 합병되었다. 2013년 3월 게임과 포털 각 사업부문의 전문성 제고와 핵심경쟁력 강화를 위해 분할 결정하여 같은 해 6월 28일 주주총회에서 분할이 승인되어 8월 1일 분리하였다. 'NHN엔터테인먼트'라는 사명으로 출범한 이후 2019년 4월 1일 사명을 NHN으로 바꾼 이후 탈게임을 선언하며 글로벌 IT 기술 기업으로 사업 다각화를 선언했다. 2021년 8월 1일 설립 8주년 비전을 선포하며 2030년까지 글로벌 테크 컴퍼니로 성장하겠다는 목표를 발표했다.

## 역사
- 전신인 한게임 커뮤니케이션은 대한민국에 인터넷이 보급되던 시기인 1999년 삼성 SDS를 다니던 직원들이 모여 주위 지인들과 함께, 한양대학교앞 PC방에서 함께 운영과 개발을 시작하여 12월 1일 정식 서비스를 시작하게 되었다. 이후 국내의 인터넷 포탈들과 전략적 제휴를 맺어 발전하였다.
- 2000년 6월 네이버컴(현 네이버 주식회사)과 합병을 하여 NHN 주식회사를 설립하게 된다. 이후 12년간 합병상태를 유지해 오다 2013년 8월 1일 법적으로 기업분할을 하였으며 2013년 8월 29일 KOSPI에 상장되었다.[4]
- 2013년 NHN엔터테인먼트 설립 이후 웹툰 서비스 '코미코(Comico)'를 출시하였으며, 게임 개발 전문 자회사인 NHN픽셀큐브 등을 설립했다. 2014년에는 DB보안 솔루션 전문업체 (주)PNP시큐어 인수(2021년 11월 매각예정 공시), 예매사이트 티켓링크, 온라인 쇼핑 솔루션 기업 고도 소프트를 인수한 이후 대만법인 NHN Taiwan Corp를 설립하는 등 다양한 사업체의 인수 및 글로벌 진출을 본격화했다.
- 2014년 9월에는 한국사이버결제를 인수하며 핀테크 사업 진출 교두보를 마련했으며 같은해 12월 TOAST CLOUD(현 NHN CLOUD)를 출시하며 IT 기술기업의 출발을 알렸다.
- 2015년 음악포털사이트 벅스를 서비스하는 네오위즈인터넷을 인수한 이후 2015년 8월 1일에는 '사는게 니나노'라는 캐치프라이즈의 간편결제 서비스인 페이코(PAYCO)를 출시하였다.
- 2017년 NHN엔터테인먼트(주)에서 물적분할을 통해 NHN페이코(주)를 설립하였으며 같은 해 디지털 전문 광고 기업 (주)NHN ACE를 설립했다. 같은해 클라우드 보안 인증을 획득하며 공공기관 전용 클라우드를 선보였다.
- 2018년 게임개발사 'NHN빅풋'을 설립하며 NHN629(주), NHN블랙픽(주)를 합병했다. 종합여행사 여행박사를 인수하기도 했다. 기술 컨퍼런스 NHN FORWARD를 개최했다.
- 2019년에는 2018년 연간매출 1조원을 돌파했으며, NHN(주)로 사명을 다시 변경했다.[5][6]
- 2020년 7월 기술 전문 법인 'NHN SOFT'가 출범했다.
- 2021년 7월 NHN고도가 NHN커머스로 사명을 변경했으며, 5월에는 데이터 기술 전문 기업 'NHN DATA',8월 올인원 협업 SaaS 기업 'NHN Dooray!'가 각각 출범했다.[7]

## CI
|                    |               |
| NHN CI 소개 페이지 |               |
| 2013년 ~ 2024년    | 2024년 ~ 현재 |

- NHN은 2024년 8월 종이접기를 모티브로 연결과 무한한 가능성을 상징하는 CI를 리뉴얼하여 발표했다.
- 해당 CI는 종이 한 장이 끊임없이 접혀 만들어진 형태로, NHN의 기업 가치인 '연결'의 메시지를 시각적으로 표현하려 했다.

## 사업영역
- NHN은 클라우드/커머스/콘텐츠/페이먼트 4대 핵심사업을 주축으로 사업영역을 확장하고 있다.[10]
- NHN은 1999년 한국 최초의 온라인 게임 포털 '한게임'을 정식 오픈하며 사업을 시작한 이후 웹보드게임, 다양한 장르의 PC 온라인게임 등을 서비스했다. 2010년 이후 모바일 게임 사업을 시작해 현재는 모바일 게임 비중을 높였다.[11] 대표적인 게임으로는 크루세이더퀘스트, 킹덤스토리, 프렌즈팝, 라인팝, 라인팝2, 라인팝쇼콜라 등이 있다. 특히 일본지사 NHN플레이아트의 자체개발 퍼즐게임 라인디즈니츠무츠무는 2021년 9,000만 다운로드를 돌파하며 매출 10위를 지키고 있다. 컴파스도 인기다. 올해 10월 소니 콘솔게임을 모바일로 리메이크한 전략 디펜스 장르 '건즈업 모바일'이 출시될 예정이다.[12]
- NHN은 판교 테크노밸리 내 도심형 친환경 데이터센터 'NHN클라우드센터(NCC)'를 설립했으며 클라우드를 필두로 IT 기술 경쟁력을 선보이고 있다. 통합 클라우드 서비스 NHN 클라우드는 국내 유일 오픈스택 기반의 서비스로 높은 안정성과 확장성을 자랑한다. 일본 도쿄, 미국 LA 등 해외 리전을 구축했으며 동남아 등을 포함 글로벌 진출도 진행 중이다.[13] AI 기술의 경우 바둑 AI 한돌, 패션검색, 운수도원, 얼굴인식 등 실생활에 접목한 R&D를 진행 중이다. 올인원 비즈니스 협업 도구 'NHN Dooray!'는 프로젝트 기반의 업무 수행이 가능하며 메일, 메신저, 화상회의, 캘린더, 드라이브 등을 클라우드 환경에서 제공하는 서비스다.[14] 게임 개발에 필요한 공통 기능을 빠르게 적용할 수 있는 솔루션 상품인 NHN 게임플랫폼(Gameplatform) 보관됨 2021-09-15 - 웨이백 머신', 클라우드 IP 카메라 토스트 캠도 주요한 기술 서비스 중 하나다.
- 일찍이 테크핀 서비스를 준비한 NHN은 간편결제 서비스이자 시스템인 'PAYCO(페이코)'의 발전과 더불어 온오프라인 결제데이터를 처리하는 NHN KCP 보관됨 2021-09-15 - 웨이백 머신(한국사이버결제원)의 PG&VAN 서비스를 통해 결제 분야 경쟁력을 강화 중이다. 생활밀착형 플랫폼을 표방하는 페이코는 결제, 쿠폰, 캠퍼스존, 오더, 공공, 금융을 주축으로 서비스를 확장했다. 특히 마이데이터 사업에 진출하며 핀테크 사업의 필수 요건을 갖췄다. 전자문서, 모바일신분증, 식권 등 페이먼트를 넘어선 서비스를 목표로 한다.[15] 국내 PG 1위 사업자 NHN KCP는 NHN 페이먼트 사업의 중추적 역할을 담당하고 있다.
- NHN은 한국, 일본에 솔루션 기반 커머스 사업을 진행 중이다. NHN고도는 2021년 7월 NHN커머스로 사명을 변경하며 글로벌 커머스 플랫폼 기업으로 도약을 선언했다.1인 마켓부터 중대형 기업 고객 및 대규모 비즈니스 사업자 등 쇼핑몰 규모에 따라 솔루션을 제공하고 있다.[16] 중국에서는 NHN 에이컴메이트, 일본에서는 NHN커머스 재팬으로 이커머스 사업을 하고 있다. 북미 시장에서는 NHN 글로벌이 패션부문 1위 B2B 마켓 플레이스인 패션고를 운영 중이다.[17]
- NHN은 디지털 광고 사업에 진출해 마케팅 플랫폼 기업 NHN ACE와 광고대행사 NHN AD가 서비스 중이다. 또한 데이터 기술 전문 기업인 'NHN DATA'은 데이터 통합 관리 솔루션 '다이티(Dighty)'와 데이터 및 콘테느 제공 서비스 '다이티 데이터 마켓'을 운영 중이다. 2020년 글로벌 IT 기업 방고(Bango)'와 합작해 데이터 솔루션 기업인 '오디언스(audience)'를 설립해 유럽 CDP 사업을 진행 중이다.
- NHN은 게임과 함께 시너지를 낼 수 있는 엔터테인먼트 콘텐츠 사업을 펼치고 있다. 웹툰 서비스인 '코미코', 티켓예매 서비스 '티켓링크', 음악포털 '벅스', 종합출판사 '위즈덤하우스 보관됨 2018-09-25 - 웨이백 머신', 종합여행사 '여행박사' 등이 있다.
- 추가로 NHN은 교육 플랫폼 자회사인 'NHN에듀'를 통해 국내 교육 시장 점유율 1위 모바일 알림장 앱 아이엠스쿨을 운영 중이며, 그 외 여성 건강 관리 앱 <핑크다이어리>, 페이코 기반 운세 앱 <운수도원 투데이> 등도 서비스 중이다.

## 기업구조
한게임주식회사로 출범한 이후 네이버컴과 합병을 하면서 NHN의 게임본부 조직으로 분류되었었다. 2013년 8월 1일 NHN 엔터테인먼트로 법인분할을 하게 되었으며, 기존의 NHN 계열사 중 주로 게임관련 계열사들이 NHN엔터테인먼트 산하 계열사로 연결되었다. NHN을 모회사로 두고 분사한 탓에 법적으로는 NHN엔터테인먼트와 그 계열사들이 모두 네이버 주식회사의 계열사에 속하기도 했었지만, 지금은 네이버 주식회사와 지분상으로도 아무런 관계가 없다.
- 계열회사 현황[19]

- NHN은 현재 3개의 상장회사(엔에이치엔(주), 엔에이치엔케이씨피(주), 엔에이치엔벅스)를 포함 총 102개의 비상장회사를 보유중이다. 아래는 비상장 회사 중 일부를 표기하였으며 자세한 사항은 금융감독원에서 제공하는 보고서를 통해 확인 가능하다.

1. 엔에이치엔인베스트먼트㈜: 신기술금융회사
2. 엔에이치엔빅풋㈜: PC온라인게임 및 모바일게임 운영 및 개발
3. 엔에이치엔픽셀큐브㈜: PC온라인게임 및 모바일게임 운영 및 개발
4. 엔에이치엔서비스㈜: 그룹내 shared service 및 서비스 운영
5. ㈜아웃도어글로벌
6. 엔에이치엔티켓링크㈜: 공연/전시시장 예매
7. 엔에이치엔고도㈜
8. 엔에이치엔애드㈜
9. ㈜엔에이치엔데이터
10. ㈜엔에이체엔에이스
11. ㈜고도소프트: 국내 웹호스팅 지원
12. ㈜위즈덤하우스
13. 엔에이치엔위투㈜
14. ㈜엔에이치엔다이퀘스트
15. 엔에이치엔 소프트㈜
16. ㈜엔에이치엔여행박사: 여행사
17. 엔이에이첸에듀㈜: 에듀테크
18. 위케어㈜: 간병인 매칭 플랫폼
19. NHN JAPAN Corp.
20. NHN PlayARt Corp.
21. NHN Godo Japan Corp.
22. Accommate Holdings Ltd.
23. ACCOMMATE BIC CO., LTD.
24. NHN Service Tech. Corp.
25. NHN Techorus Inc.
26. NHN comico Corp.
27. NHN GLOBAL INC.
28. CLOUDNEXA, Inc.
29. NHN Ventures, LLC
30. New Deep LIMITED
31. Audience LTD

## 같이 보기
- 한게임
- NHN (2001년 기업) / 네이버 주식회사